# Jan Filip I. ze Stadionu
Jan Filip I. Josef hrabě ze Stadionu (německy Johann Philipp Joseph, Graf von Stadion, 6. října 1652, Maasmünster – 2. ledna 1742, Mohuč) byl německý a český šlechtic ze starého rodu Stadionů, hrabě z Warthausenu a Tanhausenu ve švábském Bavorsku a dvorní hofmistr v Mohuči. Byl zakladatelem české linie rodu Stadionů.

## Životopis

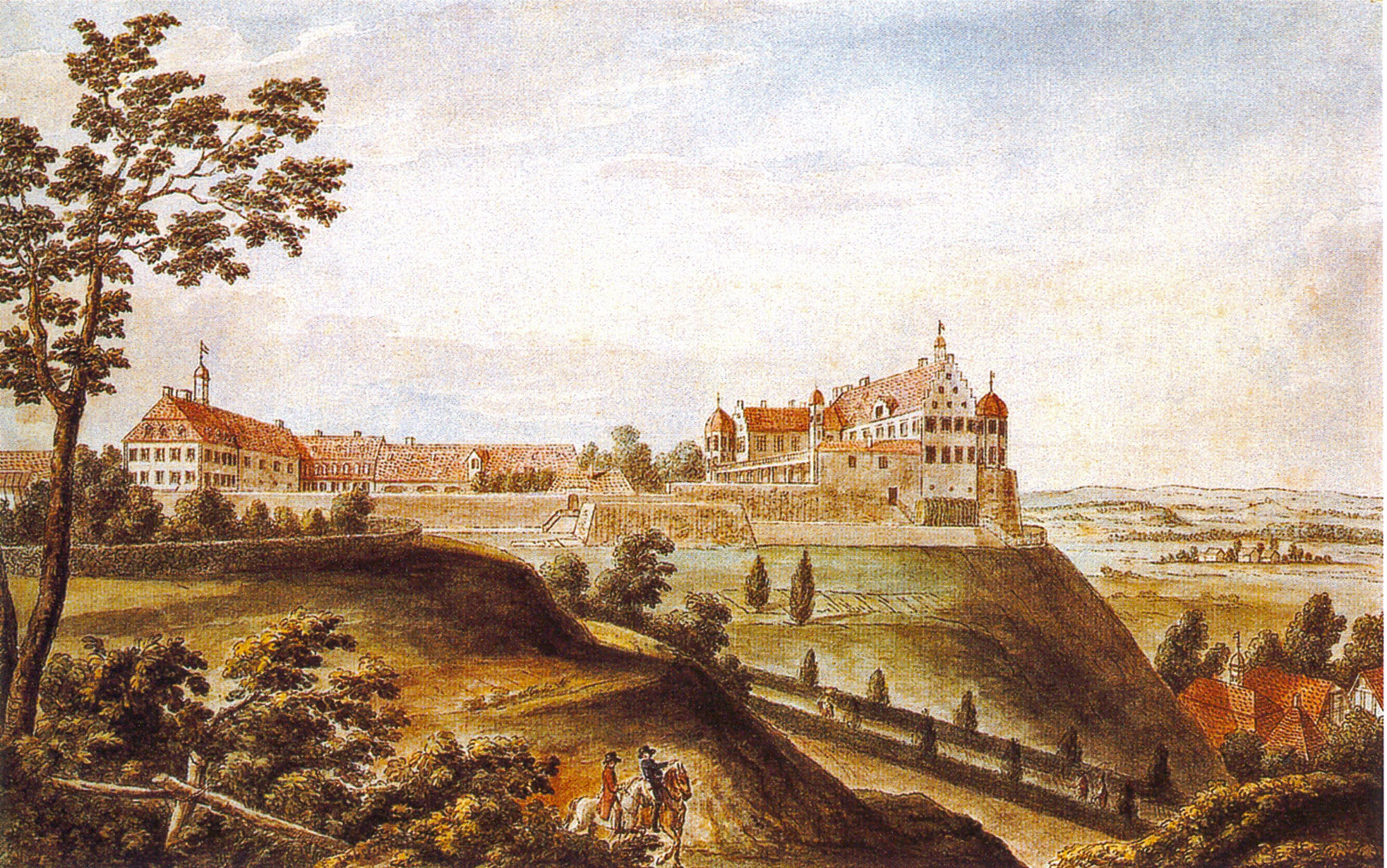
Palác Warthausen

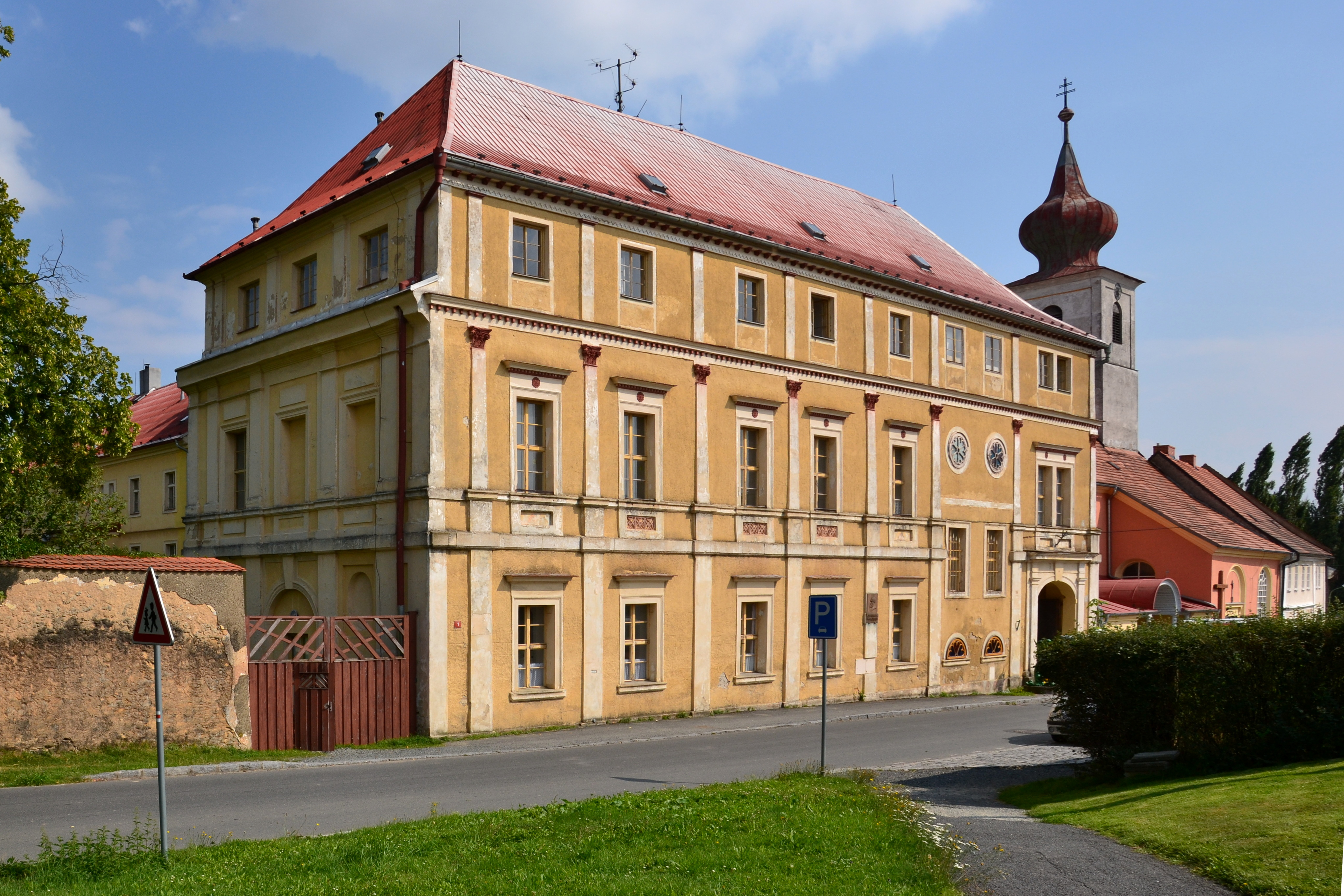
Trhanovský zámek koupený od Lamingerů

Narodil se jako pátý nejmladší syn z celkem 10 dětí Jana Kryštofa ze Stadionu (1610–1666/1662), sekretáře biskupa würzburského v Trimbergu a jeho manželky Marie Anežky z Osteinu (1610 – c. 1632 / s. 1664), dcera Jana Jiřího z Osteinu († 1635) a Anežky Faustové ze Strombergu. Jeho nejstarší bratr František Kašpar ze Stadionu (1637–1704) byl knížecím biskupem v Lavantu (1673–1704).
1. prosince 1705 ve Vídni byl Jan Filip povýšen na říšského hraběte společně se svým bratrem Jiřím Jindřichem ze Stadionu (1640–1716), který sloužil ve würzburském katedrálním děkanátu. Spolu s bratrem koupil v roce 1697 rozsáhlý majetek v západních Čechách z pozůstalosti vymřelého rodu Lamingerů. Jednalo se o panství Rýzmberk se zámkem v Trhanově, třemi městečky, 40 vesnicemi a 6 000 poddanými. Stadionové za tyto statky označované ve smlouvách jako Chodsko zaplatili 560 000 zlatých. Zámek v Trhanově v roce 1701 vyhořel, ale Stadionové jej vzápětí nechali přestavět a rozšířit. Z iniciativy Jiřího Jindřicha a Jana Filipa vznikla krátce poté nejmenší farnost na světě u poutního kostela sv. Anny na Tanaberku u Všerub (farnost zanikla v roce 2005).
V roce 1709 se Jan Filip stal dvorním hofmistrem mohučského kurfiřta a arcibiskupa Lothara Františka ze Schönbornu. Uplatnil se také jako diplomat, v roce 1711 byl vyslancem u volby Karla VI. římským císařem ve Frankfurtu nad Mohanem, později zastupoval mohučského kurfiřta na mírových jednáních v závěru války o španělské dědictví.
V roce 1908 rod Stadionů vymřel v mužské linii a jejich dědictví přešlo na hrabata ze Schönbornu-Buchheimu.

## Rodina
Jan Filip byl třikrát ženat:
První manželství: 6. října 1675 s Annou Marií Evou Faustovou ze Strombergu (2. srpna 1661 – 10. října 1683), dcerou Františka Arnošta Fausta ze Strombergu a Marie Zuzany Kotwitzové z Aulenbachu. Pár měl pět dětí: 
- Marie Ester ze Stadionu (6. července 1677 – 13. prosince 1719)
- Marie Anna Markéta ze Stadionu (9. srpna 1678 – 13. prosince 1678)
- František Konrád ze Stadionu a Tanhausenu (29. srpna 1679, Arnstein – 6. března 1757, Bamberk), kníže-biskup bamberský (1753–1757)
- Marie Maximiliana Augusta ze Stadionu (4. února 1681 – 24. února 1744), vdaná v roce 1698 za hraběte Zietiga Herbolda von Berlepsch (3. ledna 1673 – 30. března 1712)
- František Jindřich Josef ze Stadionu (4. září 1682 – 21. října 1683)

Druhé manželství: 27. srpna 1685 s Marií Annou ze Schönborn-Buchheimu (25. září 1669, Mohuč – 16. listopadu 1704 tamtéž), dcerou ministra hraběte Melchiora Bedřicha ze Schönborn-Buchheimu (1644–1717) a Marie Anny Žofie svobodné paní z Boyneburgu (1652–1726).  Pár měl devět dětí:
- Bohumír Anselm Kryštof ze Stadionu (27. srpna 1686 – 25. května 1749, Bamberk)
- Marie Žofie ze Stadionu (15. října 1688 – 3. října 1773)
- Anna Šarlota Alžběta ze Stadionu (22. září 1689 – 11. srpna 1763), vdaná 25. listopadu 1708 za hraběte Františka z Gleichenu a Hatzfeldu (16. dubna 1676 – 27. února 1738)
- Antonín Jindřich Bedřich ze Stadionu (5. dubna 1691, Würzburg – 26. října 1768, Warthausen), ženatý od 27. června 1724 (ve Freiburgu) s Marií Annou Augustou Antonií Eufémií Eufrosinou ze Sickingenu na Hohenburgu (3. března 1706 – 27. října 1774)
- Jan Filip Josef ze Stadionu (28. července 1692 – 1696/5. března 1698)
- Marie Anna Rosa ze Stadionu (18. srpna 1694 – 15. března 1752)
- Marie Kateřina Josefa ze Stadionu (16. srpna 1696 – 12. července 1697)
- Marie Tereza ze Stadionu (24. srpna 1698 – 2. července 1766), provdaná za svob. pána Markvarta Bohumíra Jiřího Schenka ze Stauffenbergu (30. července 1692 – 14. května 1734), syna svob. pána Jana Wernera Schenka ze Stauffenbergu (1654 – 1717)
- František Lothar Antonín ze Stadionu (22. září 1700 – 1740/11. října 1739)

Třetí manželství: 28. října 1705 v Mohuči s Marií Annou Isabelou Wamboltovou z Umstadtu (15. října 1684, Bensheim – 12. srpna 1764, Mohuč), dcerou svob. pána Bedřicha Jindřicha Wambolda z Umstadtu (1628–1688) a Marie z Hoeneku (1655 – sl. 1696). Pár měl deset dětí:
- Lothar Jiří Josef ze Stadionu (26 /9. listopadu 1706 – 26. května / 6. října 1769, Mohuč)
- Jan Filip ze Stadionu (3. prosince 1707 – 21. prosince 1707)
- Žofie Helena (Tereza) ze Stadionu (13. září 1708 – 1790/28. března 1789)
- Vilém Ludvík Bedřich ze Stadionu (3. května 1711 – 15. září 1712)
- Šarlota Marie Rudolfina Františka ze Stadionu (6. června 1712 – 21. února 1715)
- Karel Anselm Kazimír ze Stadionu (12. října 1714 – 23. listopadu 1717)
- Johana Aloisie Magdalena Žofie Helena ze Stadionu (1. listopadu 1715 – 11. října 1783)
- Marie Anna Filipina ze Stadionu (14. ledna 1718 – 11. června 1784), vdaná za Lothara Viléma z Walderdorfu († 14. července 1752); rodiče:
  - Filip František Wilderich Nepomuk z Walderdorfu (1739–1810), poslední kníže-biskup špýrský (1797 – 1802/1810)
- Jan Hugo Josef František Filip Karel ze Stadionu-Stadion a Tanhausenu (20/25/29. listopadu 1720 – 30. prosince 1785), ženatý s Marií Annou Teklou Valpurgis Terezou Schenkovou ze Stauffenbergu (28. prosince 1728 – 25. ledna / února 1799)
- Jan Antonín Kazimír Karel ze Stadionu a Tanhausenu (15. ledna 1726 – 12./15. ledna 1789, Bruchsal)